# Ruellia asperula
Ruellia  asperula (basónimo Stephanophysum asperulum Mart. & Nees) es una planta medicinal originaria de Brasil que se encuentra en la vegetación de Caatinga y Cerrado.

## Propiedades
Las flores, hojas y raíces de esta planta suelen ser maceradas y se usa para tratar asma, bronquitis, fiebre, gripe, y la inflamación del útero.

## Taxonomía
Ruellia asperula fue descrita por (Mart. & Nees) Lindau y publicado en Die Natürlichen Pflanzenfamilien 4(3b): 311. 1895.
Etimología
Ruellia: nombre genérico que fue nombrado en honor de Jean Ruelle, herborista y médico de Francisco I de Francia y traductor de varios trabajos de Dioscórides.
asperula: epíteto latino que significa "rugosa".
Sinonimia
- Ruellia asperula (Mart. & Nees) Benth. & Hook.
- Stephanophysum asperulum Mart. & Nees[3]